# 因德勒于
因德勒于（挪威語：Inderøy）是挪威特倫德拉格郡的一個市镇，行政中心为斯特賴于門村。市镇面积为366平方公里，人口数量为6,816人（2020年），人口密度为每平方公里19.4人。